# Biroia ochracea
Biroia ochracea är en stekelart som beskrevs av David Timmins Fullaway 1919. 
Biroia ochracea ingår i släktet Biroia och familjen bracksteklar. Inga underarter finns listade.